# Добренькая
Добренькая (укр. Добренька) — село,
Мартыновский сельский совет,
Красноградский район,
Харьковская область, Украина.
Код КОАТУУ — 6323382505. Население по переписи 2001 года составляет 513 (228/285 м/ж) человек.

## Географическое положение
Село Добренькая находится на расстоянии в 3 км от реки Берестовая (левый берег), к селу примыкает село Мартыновка.
По селу протекает пересыхающий ручей.
К селу примыкает лесной массив (сосна).
Рядом проходит автомобильная дорога М-18 (E 105).

## История
- 1840 — дата основания.
- До 1923 являлось частью Натальинской волости, Константиноградского уезда, Полтавской губернии.
- Являлась одним из пунктов прибытия высланных поляков из Мархлевского района.

## Экономика
- Молочно-товарная и свинотоварная ферма, машинно-тракторные мастерские.
- Парники.
- Газопровод «Союз».

## Объекты социальной сферы
- Школа.
- Дом культуры.

## Достопримечательности
- Братская могила советских воинов.